# Бойе, Алекс
Алекс Бойе (род. 16 августа 1970 года) — британо-американский певец и актёр нигерийского происхождения.

## Биография
Мать Бойе, будучи беременной, переехала из Нигерии в Лондон; она вышла замуж и подрабатывала уборщицей в Лондонском метрополитене. Отца Бойе никогда не знал. Юный Алекс рос в Тоттенеме; большую часть этого времени он провёл в домах приюта. В 16-летнем возрасте Бойе вступил в Церковь Иисуса Христа Святых последних дней. Его первое выступление перед публикой в качестве миссионера прошло в Бристоле, Англия.
По завершении двухлетнего служения Бойе, почувствовавший, что пение — его призвание, сформировал бойз-бэнд «Awesome». Уже через год группа сумела заключить контракт с Universal Records на пять альбомов. Первый альбом, Rumors, вошёл в топ-10 многих европейских стран; «Awesome» работает с раскрученными артистами, такими как N'Sync, Backstreet Boys, Брайан Адамс, Джордж Майкл, MC Hammer, Мисси Эллиот.
По словам Бойе, несмотря на успех и деньги, он не чувствовал удовлетворённости. В 1999 году он уходит из группы, потеряв значительную часть имущества и сбережений, но упорно работает и выпускает в 2000 году сольный альбом No Limits в стилях поп, R&B и нью-эйдж. Альбомы религиозной музыки The Love Goes On 2001 года и Testimony 2003 года значительно расширили аудиторию Бойе (за Testimony Бойе получает награду от LDS Booksellers Association). Помимо этого, Алекс начинает принимать участие в театральных постановках, а в 2006 году он вступает в хор Мормонской Скинии, где становится одним из трёх темнокожих артистов, параллельно продолжая сольную карьеру. Песни Бойе появляются в фильмах «Чарли» (2002), «Baptists at Our Barbecue» (2004), «Church Ball» (2006).

#### 2010 — наст. время
В январе 2012 года Алекс Бойе записывает с дуэтом The Piano Guys видеоролик/кавер-версию «Paradise» британской группы Coldplay под названием «Peponi» (в пер. с суахили — «Рай»); в 2013 году — версию «Ho Hey» группы The Lumineers. Оба видео набирают большое количество просмотров. Кавер на песню «Отпусти и забудь» из мультфильма «Холодное сердце», записанный совместно с детским хором One Voice, доводит общее количество просмотров канала Бойе до 100 миллионов и провозглашается лучшим поп-кавером на Youtube 2014 года.
В 2013 году об Алексе выходит документальный фильм «Front Man». В 2014 году Бойе играет в военной драме «Они были солдатами: Пустота» и выпускает видео «Danny Boy» в поддержку фильма.
Доходы от нового прочтения песни «Circle of Life» из мультфильма «Король-лев» идут на поддержку благотворительного проекта «Coins for Kenya». Получает признание его кавер-версия песни «Shake It Off» певицы Тейлор Свифт; с этой же песней Бойе принимает участие в 10-м сезоне «America's Got Talent». В том же году Алексу Бойе была вручена премия Governor’s Awards.
В 2016 году совместно с BYU Men’s Choir записывается версия «Baba Yetu» Кристофера Тина. Совместно с певицей Мари Осмонд записывается песня «Then There’s You». В декабре 2016 года выходит рождественский миньон Africanized Christmas с 3 песнями.
В 2017 Бойе году был назван «Восходящей звездой года» в конкурсе, организованном Pepsi совместно с Hard Rock Cafe.

## Дискография
| - 1995 — Rumors - 2000 — No Limits - 2001 — The Love Goes On - 2003 — Testimony - 2014 — Africanized - 2016 — African Gospel Inspirations | - 2009 — «Crazy For You» - 2009 — «Happy Daze» - 2010 — «Relief Society (Tribute Song)» - 2011 — «Hope for Israel» - 2012 — «Peponi» (feat. The Piano Guys) - 2012 — «Oshe (Thank You)» - 2012 — «Lincoln» - 2012 — «Zombie» - 2012 — «Good Life (Maisha Mazuri)» - 2012 — «They Don't Care About Us (Africa-Haiti Style)» - 2013 — «Merci Bon Dieu» (feat. Marko G) - 2013 — «Set Fire to the Rain» - 2013 — «Smiles for Life» - 2013 — «I Am Gold» - 2013 — «Royals» - 2014 — «Let It Go — Africanized Cover» (feat. One Voice Childrens Choir) - 2014 — «Happy» (feat. One Voice Childrens Choir) - 2014 — «Lemonade» - 2014 — «Wayfaring Stranger» (feat. Jenny Oaks Baker) - 2014 — «Newborn — Wise Men Still Seek Him» - 2015 — «Shake It Off» - 2015 — «Hello» (African Tribal cover) - 2016 — «Baba Yetu» - 2016 — «Then There’s You» - 2017 — «Celebrate» - 2017 — «Sign of the Times» - 2018 — «Warrior Song» |

## Личная жизнь
Женат с 2007 года, имеет 6 детей. Собирает средства на покупку дома для местной семьи беженцев; работает над книгой с рабочим названием «Prophets and Popstars».